# Iglesia Episcopal Metodista Africana Bethel
La Iglesia Episcopal Metodista Africana Bethel es una histórica Iglesia Episcopal Metodista Africana en Springtown, Nueva Jersey, Estados Unidos. La iglesia era parte de dos comunidades negras libres, Othello y Springtown, establecidas por familias cuáqueras locales, como la familia Van Leer. La congregación se estableció en 1810 en Greenwich Township como la Sociedad Metodista Africana y se unió a la Iglesia Episcopal Metodista Africana en 1817. Un edificio de iglesia anterior fue incendiado en la década de 1830 en un incendio provocado y la estructura actual se construyó entre 1838 y 1841.
Es la congregación de la Iglesia Episcopal Metodista Africana más antigua de Nueva Jersey y uno de los últimos edificios en pie donde se sabe que predicó Richard Allen. La iglesia y la comunidad fueron una parada en la línea Greenwich del ferrocarril subterráneo que atraviesa el sur de Jersey operada por Harriet Tubman durante diez años. La iglesia y sus miembros brindaron refugio y apoyo a los esclavos fugitivos que huían de Maryland y Delaware hacia los estados libres del norte y Canadá. Varios miembros de la iglesia eran operadores del ferrocarril subterráneo.
La iglesia está en el Registro de Lugares Históricos de Nueva Jersey. Fue incluido en el Registro Nacional de Lugares Históricos en 1999.

## Descripción
El edificio rectangular de dos pisos fue construido entre 1838 y 1841 junto a un afluente del río Cohansey. Fue construido con arenisca de Nueva Jersey recubierta con una fina capa de mortero. En 1885 se añadió un campanario.

## Historia
En el siglo XVII, los colonos suecos, holandeses e ingleses trajeron esclavos al sur de Jersey para realizar el trabajo manual necesario para establecer sus colonias. Muchos de los colonos ingleses que fundaron la colonia de West Jersey eran cuáqueros y comenzaron a debatir la moralidad de poseer seres humanos. En 1738, los cuáqueros de Nueva Jersey y Pensilvania se unieron y presentaron un acuerdo a la Sociedad de Amigos que recomendaba suspender el uso de africanos como esclavos. Después de la Ley de Manumisión de 1786 y la Ley de Abolición Gradual de la Esclavitud de Nueva Jersey de 1804, las comunidades negras libres de Otelo y Springtown fueron establecidas por cuáqueros que vendieron pequeñas porciones de tierras a esclavos liberados para construir casas y formar familias.
Si bien los cuáqueros fueron los primeros defensores de la educación religiosa de los esclavos, pocos afroestadounidenses adoptaron el cuaquerismo. Sin embargo, muchos metodistas evangelizaron en el sur de Jersey a esclavos y convirtieron a muchos de ellos. Varios predicadores afroestadounidenses, incluido Richard Allen, viajaron por toda la colonia de West Jersey y tuvieron un gran impacto en el establecimiento del metodismo entre los afroestadounidenses que vivían allí. La Iglesia Episcopal Metodista Africana Bethel es uno de los edificios más antiguos donde se sabe que predicó Richard Allen. También se sabe que Jarena Lee, la primera predicadora episcopal metodista africana, predicó en la Iglesia Episcopal Metodista Africana Bethel.
Inicialmente, las congregaciones metodistas del sur de Jersey eran firmes defensoras de la abolición y los feligreses blancos y negros adoraban juntos. Sin embargo, a principios del siglo XIX, los feligreses negros fueron obligados a abandonar la iglesia metodista del municipio de Greenwich, Nueva Jersey, después de que los líderes de la iglesia vacilaron en su postura contra la esclavitud como resultado de la presión de los miembros de la iglesia esclavista. En 1810, los feligreses negros formaron la Sociedad Africana de Metodistas y se unieron a la Iglesia Episcopal Metodista Africana en 1817. En 1824, la congregación de la iglesia episcopal metodista africana Bethel había aumentado a 38 personas. La iglesia en Othello, Nueva Jersey, se quemó en un incendio provocado a finales de la década de 1830 y los servicios se llevaron a cabo en un centro de reuniones cuáquero Hicksite cercano hasta que se construyó la estructura actual en algún momento entre 1838 y 1841.
La iglesia y la comunidad eran una parada del ferrocarril subterráneo y apoyaban a los esclavos fugitivos que huían de los estados esclavistas de Maryland y Delaware hacia los estados libres del norte y Canadá. La iglesia y la comunidad formaban parte de la ruta del ferrocarril subterráneo a través del sur de Jersey conocida como la línea Greenwich. La línea comenzaba en Springtown, Nueva Jersey, atravesaba la Iglesia Episcopal Metodista Africana Mount Zion en Small Gloucester y hacia el norte hasta Mount Holly, Burlington y Jersey City. Harriet Tubman ayudó a operar la línea Greenwich durante más de 10 años y vivió y trabajó en Springtown desde 1849 hasta 1851. La iglesia y sus miembros brindaron refugio y apoyo a los esclavos fugitivos y varios miembros de la congregación de la iglesia eran operadores del ferrocarril subterráneo. La ubicación de la comunidad en una península cerca del río Cohansey proporcionó múltiples rutas fluviales para los esclavos que cruzaban el río Delaware desde el este de Maryland. Las áreas densamente boscosas y pantanosas alrededor de Springtown proporcionaron escondites para los esclavos cuando los cazadores de esclavos pasaban por el área.
Durante la Guerra de Secesión, varios miembros de la iglesia se alistaron y sirvieron en el regimiento de las Tropas de color de Estados Unidos.
En la década de 1990, el tamaño de la congregación se redujo a sólo cuatro miembros. Debido a la naturaleza histórica de la iglesia, se hicieron esfuerzos para restaurar la estructura. Está en el Registro de Lugares Históricos de Nueva Jersey y se agregó al Registro Nacional de Lugares Históricos en 1999.